# 姚潔凝
姚潔凝，香港政治人物，民主思路成員，另外擔任民眾聯席發言人。

## 學歷
- 香港大學房地產理科碩士[3]
- 香港城市大學公共及社會行政榮譽文學士[3]
- 香港政治及行政學苑首屆畢業生[3]

## 政治生涯
姚潔凝曾多次前往立法會發言，例如代表香港專業及資深行政人員協會，於2015年發言就行政長官普選，同意參選人需要過半提委會成員支持方可成為候選人的建議，又於2018年發言支持國歌法。
於2015年香港區議會選舉， 姚潔凝出戰南區赤柱及石澳選區，結果不敵另外兩名建制派候選人，只得752票（25.13%）

### 2019年香港區議會選舉及反對逃犯條例修訂草案運動期間
於2019年香港區議會選舉， 姚潔凝出戰南區薄扶林選區，挑戰現任民主派議員司馬文，報稱政治聯繫為『獨立，溫和，中間』，但未有申報民主思路作為政治聯繫。司馬文指，不明白姚的做法，並認為參選人應要誠實。
是次選舉期間，反對逃犯條例修訂草案運動成為焦點之一。姚潔凝曾於11月多次拉隊清理不同地方的路障，其中11月17日於紅磡海底隧道附近，她發起清除路障，惟行動開始未夠20分鐘便因被示威者群起指罵而宣吿結束，示威者大罵姚潔凝「賣港賊」、「好多冤魂呀」。另外，相對於民主派要求就元朗襲擊事件及太子站襲擊事件等警暴問題成立獨立調查委員會，雖然建議得到部分市民及部分建制派（例：田北辰 ）支持，姚潔凝反建議成立「真相與和解委員會」，又強調不要分辨對錯。
姚結果只取得164票（3.60%）慘敗，得票率比上屆大幅下跌。

### 2019年區選過後（2020年－）
2020年1月，姚潔凝連同已故全國政協委員劉迺強之子劉方、激進建制派組織香港政研會成員林勁放合組組織民眾聯席。

## 資料來源
1. ↑  彭毅詩. . 香港01. 2018-09-11  [2020-02-06]. （原始内容存档于2020-02-06） （中文（香港））.
2. 1 2  . 東方日報.   [2020-02-06]. （原始内容存档于2020-02-06） （中文（香港））.
3. 1 2 3  . 姚潔凝.   [2020-02-06]. （原始内容存档于2020-02-06） （中文（香港））.
4. ↑  . 姚潔凝. 2015-02-07  [2020-02-06]. （原始内容存档于2020-02-06） （中文（香港））.
5. ↑  . 姚潔凝. 2018-05-05  [2020-02-06]. （原始内容存档于2020-02-06） （中文（香港））.
6. ↑  . www.elections.gov.hk.   [2020-02-06]. （原始内容存档于2021-10-30）.
7. ↑  . www.elections.gov.hk.   [2020-02-06]. （原始内容存档于2019-11-28）.
8. ↑  黃金棋. . 香港01. 2019-10-11  [2020-02-06]. （原始内容存档于2020-02-06） （中文（香港））.
9. ↑  . 香港獨立媒體網.   [2020-02-06]. （原始内容存档于2019-11-18）.
10. 1 2  . 明報新聞網 - 即時新聞 instant news.   [2020-02-06]. （原始内容存档于2020-02-06） （中文（繁體））.
11. ↑  莊恭南. . 香港01. 2019-11-13  [2020-02-06]. （原始内容存档于2020-02-06） （中文（香港））.
12. ↑  . 姚潔凝.   [2020-02-06]. （原始内容存档于2021-10-30） （中文（香港））.